# أدينوسين ثنائي الفوسفات
الأدينوسين ثنائي الفوسفات (بالإنجليزية: Adenosine diphosphate) ويعرف اختصاراً ب ADP، هو جزيء ناتج عن تحطم إحدى الروابط بين مجموعات الفوسفات في جزئ ATP وهي الرابطة بين المجموعة الثانية والثالثة.
ويتكون من القاعدة النيتروجينية أدينين و سكر ريبوزى ومجموعتى فوسفات؛ وعندما يكتسب جزىء ADP  مجموعة فوسفات   و طاقة  يتحول إلى ATP مرة أخرى. ادينوسين ثلاثي الفوسفات  و الأدينوسين ثنائي الفوسفات من المركبات الحيوية الهامة ليس للبشر وحدهم فهما من خصائص جميع الفقريات . وتستمد الفقريات الكاقة من هاذين المركبين ، مع العلم بأن ال{ينوسين ثلاثي الفوسفات هو الذي يمد خلايا الجسم بالطاقة "فهو يعتبر بطارية كل خلية" ؛ في نفس الوقت يمد أدينوسين ثلاثي الفوسفات رؤوس المايسين في الخلايا العضلية بالطاقة فيجعلها تنثني وتعمل على انقباض العضلة . أي أن حركة الجسم تعتمد أساسا على ادينوسين ثلاثي الفوسفات الذي يعطي الطاقة للخلية العضلية فتنقبض. 
وعملية فك جزيء (ادينوسين ثلاثي الفوسفات ) ATP مجموعة فوسفات منه لإعطائها لمكونات الخلية العضلية لتقوم بالحركة يتحول إلى ادينوسين ثنائي الفوسفات ADP. إلا أنه سرعان ما يستعيد ادينوسين ثنائي الفوسفات مجموعة فوسفات يحصل عليها من فوسفات الكرياتين فيعود ويصبح  ادينوسين ثلاثي الفوسفات  ATP ثانيا ؛ وبهذا يستطيع هذا الـ ATP اعطاء طاقة للخلية العضلية لتنقبض وتحدث الحركة . وهذا يجري طبقا للمعادلة : 
P  + ADP +  طاقة (من فوسفات الكرياتين)  ---->  ATP 
95% من الكرياتين في الجسم توجد في العضلات .  وعندما يدخل الكرياتين خلية يتحول عن طريق إنزيم يسمى كرياتين كيناز ويحدث فيه فسفرة مما يجعل في موسوعه اعطاء مجموعة الفوسفات لتحويل ادينوسين ثنائي الفوسفات ADP إلى ادينوسين الثلاثي الفوسفات ATP ، طبقا للتفاعل اعلاه.
تلك العملية هامة جدا وهي عملية تخص جميع الحيوانات الفقريات لأنها مصدرها للطاقة لأداء وظائف خلاياها ، ومصدرها للقيام بالحركة .
ومن المهم أن نشير إلى  أن جسم الإنسان يحتوي على 250 جرام من الـATP ولكن نظرا لاستعادة تكوينه مرارا وتكرارا  خلال اليوم بمساعدة من فوسفات الكرياتين، حيث أنه هو الذي يحرك الخلايا العضلية فيتم انتاج ATP في الجسم بما يعادل وزن جسم الإنسان نفسه  (نحو 70 كيلوجرام في اليوم).

أدينوسين ثلاثي الفوسفات